# Аккерман, Клаус
Кла́ус А́ккерман (нем. Klaus Ackermann; род. 20 марта 1946, Хамм, Британская зона оккупации Германии) — немецкий футболист.

## Карьера
Начал свою карьеру в 1964 году в команде «Пройссен» Мюнстер, входившей тогда в региональную лигу «Запад». В 1967 году перешёл в клуб первой Бундеслиги «Боруссию» из Мёнхенгладбаха, где в первом своем сезоне провел 32 игры, забив 7 голов. В 1969 году перешел в «Кайзерслаутерн», где до 1974 года играл в основном составе сначала на позиции нападающего, позже — полузащитника. В 1974 году Аккерман покинул «Кайзерслаутерн» и перешёл в дортмундскую «Боруссию», тогда — клуб второй Бундеслиги. Там он осваивал позицию крайнего защитника и составил с другим экс-игроком «Кайзерслаутерна» Лотаром Хубером опасный дуэт. В 1976 году в составе дортмундцев вернулся в первую лигу и был важной фигурой в команде, не пропустив в первом сезоне ни одной игры. В последующие годы стал испытывать проблемы из-за травм и в 1980 году завершил профессиональную карьеру, проведя свои последние игры в клубе «Херфорд».
Самым большим достижением Аккермана был выход в финал кубка Германии 1972 года в составе «Кайзерслаутерна», где команда уступила «Шальке 04» со счетом 0:5. В составе мёнхенгладбахской «Боруссии» дважды занимал третье место в Бундеслиге. Всего провел в первой Бундеслиге 260 матчей, забив 31 гол.